# Robert Furrer
Robert Furrer (* 16. November 1904 in Zürich; † 12. November 1949 ebenda) war ein Schweizer Filmarchitekt, und Bühnenbildner, der bedeutendste Szenenbildner seines Landes zur Hochphase des klassischen Schweizerfilms 1938 bis 1949.

## Leben
Furrer hatte in Deutschland, Belgien und der Sowjetunion Kunst studiert, ehe er Mitte der 30er Jahre zur nachmals bedeutendsten Filmproduktionsfirma seines Landes, der Praesens-Film, stieß. Dort bildete er zusammen mit dem Regisseur Leopold Lindtberg, dem Kameramann Emil Berna, dem Autor Richard Schweizer und dem Komponisten Robert Blum dasjenige Erfolgsgespann, das dem Schweizerfilm während des Zweiten Weltkriegs mit Produktionen wie Die mißbrauchten Liebesbriefe, Der Schuß von der Kanzel, Marie-Louise und vor allem Die letzte Chance vorübergehend Weltgeltung verschaffte.
1946 wurde Furrer für drei Produktionen nach Paris verpflichtet, darunter Martin Roumagnac mit dem damaligen Liebespaar Marlene Dietrich / Jean Gabin und Der ewige Gatte mit dem Charakterstar Raimu.
Furrer war neben seiner Tätigkeit für das Kino auch als Bühnenbildner am Schauspielhaus Zürich beschäftigt. In dieser Eigenschaft entwarf er allein zwischen 1938 und 1946 die Kulissen zu nahezu 70 Theaterstücken.

## Filmografie (komplett)
- 1935: Jä-soo!
- 1938: Gibraltar
- 1938: Füsilier Wipf
- 1939: Kriminalkommissar Studer (Wachtmeister Studer)
- 1940: Die missbrauchten Liebesbriefe
- 1941: Landammann Stauffacher
- 1942: Der Schuss von der Kanzel
- 1943: Wilder Urlaub
- 1943: Marie-Louise
- 1945: Die letzte Chance
- 1946: Martin Roumagnac (Martin Roumagnac)
- 1946: Der ewige Gatte (L’homme au chapeau Gatte)
- 1946: Miroir
- 1947: § 51 – Seelenarzt Dr. Laduner (Matto regiert)
- 1947: Die Gezeichneten
- 1948: Nach dem Sturm
- 1949: Ein Seemann ist kein Schneemann (Swiss Tour)